# Nectandra salicina
Nectandra salicina là một loài thực vật thuộc họ Lauraceae. Loài này có ở Costa Rica và Panama.